# Francia ai Giochi della XXXIII Olimpiade
La Francia ha preso parte ai Giochi della XXXIII Olimpiade, svoltisi a Parigi dal 26 luglio all'11 agosto 2024, con una delegazione d
uomini e 297 donne in 36 sport e 45 discipline. Gli atleti francesi hanno preso parte a tutte le Olimpiadi estive dell'era moderna, insieme ad Australia, Gran Bretagna, Grecia e Svizzera.
I portabandiera alla cerimonia di apertura sono stati Florent Manaudou e Mélina Robert-Michon.

## Medagliere
| Riepilogo quotidiano | Riepilogo quotidiano | Riepilogo quotidiano | Riepilogo quotidiano | Riepilogo quotidiano | Riepilogo quotidiano |
| -------------------- | -------------------- | -------------------- | -------------------- | -------------------- | -------------------- |
| Giorno               | Data                 | Oro                  | Argento              | Bronzo               | Totale               |
| 1º                   | 27 luglio            | 1                    | 2                    | 1                    | 4                    |
| 2º                   | 28 luglio            | 2                    | 1                    | 1                    | 4                    |
| 3º                   | 29 luglio            | 2                    | 5                    | 1                    | 8                    |
| 4º                   | 30 luglio            | 0                    | 1                    | 1                    | 2                    |
| 5º                   | 31 luglio            | 3                    | 1                    | 4                    | 8                    |
| 6º                   | 1º agosto            | 0                    | 1                    | 0                    | 1                    |
| 7º                   | 2 agosto             | 3                    | 1                    | 5                    | 9                    |
| 8º                   | 3 agosto             | 1                    | 2                    | 2                    | 5                    |
| 9º                   | 4 agosto             | 0                    | 0                    | 3                    | 3                    |
| 10º                  | 5 agosto             | 1                    | 2                    | 1                    | 5                    |
| 12º                  | 7 agosto             | 0                    | 1                    | 2                    | 3                    |
| 13°                  | 8 agosto             | 1                    | 2                    | 0                    | 3                    |
| 14°                  | 9 agosto             | 0                    | 1                    | 1                    | 2                    |
| 15°                  | 10 agosto            | 2                    | 4                    | 0                    | 6                    |
| 17°                  | 11 agosto            | 0                    | 2                    | 0                    | 2                    |
| Totale               | Totale               | 16                   | 26                   | 22                   | 64                   |

### Per disciplina
| Sport              | Oro | Argento | Bronzo | Totale |
| ------------------ | --- | ------- | ------ | ------ |
| Nuoto              | 4   | 1       | 2      | 7      |
| Ciclismo           | 3   | 3       | 3      | 9      |
| Judo               | 2   | 2       | 6      | 10     |
| Scherma            | 1   | 4       | 2      | 7      |
| Canoa/kayak        | 1   | 2       | 0      | 3      |
| Surf               | 1   | 0       | 1      | 2      |
| Taekwondo          | 1   | 0       | 1      | 2      |
| Triathlon          | 1   | 0       | 1      | 2      |
| Rugby a 7          | 1   | 0       | 0      | 1      |
| Pallavolo          | 1   | 0       | 0      | 1      |
| Pallacanestro      | 0   | 3       | 0      | 3      |
| Pugilato           | 0   | 2       | 1      | 3      |
| Tiro con l'arco    | 0   | 1       | 1      | 2      |
| Equitazione        | 0   | 1       | 1      | 2      |
| Vela               | 0   | 1       | 1      | 2      |
| Atletica leggera   | 0   | 1       | 0      | 1      |
| Break dance        | 0   | 1       | 0      | 1      |
| Calcio             | 0   | 1       | 0      | 1      |
| Pallamano          | 0   | 1       | 0      | 1      |
| Pentathlon moderno | 0   | 1       | 0      | 1      |
| Tiro               | 0   | 1       | 0      | 1      |
| Tennistavolo       | 0   | 0       | 2      | 2      |
| Totale             | 16  | 26      | 22     | 64     |

### Medaglie
| Medaglia | Nome | Sport              | Evento                               |
| -------- | --- | ------------------ | ------------------------------------ |
| Oro      | Jean-Pascal Barraque Antoine Dupont Théo Forner Aaron Grandidier Nkanang Jefferson Lee Joseph Stephen Parez Varian Pasquet Rayan Rebbadj Paulin Riva Jordan Sepho Andy Timo Antoine Zeghdar | Rugby a 7          | Torneo maschile                      |
| Oro      | Pauline Ferrand-Prévot | Ciclismo           | Cross country femminile              |
| Oro      | Léon Marchand | Nuoto              | 400 metri misti maschili             |
| Oro      | Nicolas Gestin | Canoa/kayak        | Slalom C1 maschile                   |
| Oro      | Manon Brunet | Scherma            | Sciabola individuale femminile       |
| Oro      | Cassandre Beaugrand | Triathlon          | Gara femminile                       |
| Oro      | Léon Marchand | Nuoto              | 200 m farfalla maschili              |
| Oro      | Léon Marchand | Nuoto              | 200 m dorso maschili                 |
| Oro      | Teddy Riner | Judo               | +100 kg maschile                     |
| Oro      | Léon Marchand | Nuoto              | 200 m misti maschili                 |
| Oro      | Joris Daudet | Ciclismo           | BMX maschile                         |
| Oro      | Shirine Boukli Joan-Benjamin Gaba Amandine Buchard Walide Khyar Sarah-Léonie Cysique Luka Mkheidze Clarisse Agbegnenou Alpha Oumar Djalo Marie-Ève Gahié Maxime-Gaël Ngayap Hambou Romane Dicko Aurélien Diesse Madeleine Malonga Teddy Riner                                                                                     | Judo               | Squadre miste                        |
| Oro      | Kauli Vaast | Surf               | Shortboard maschile                  |
| Oro      | Benjamin Thomas | Ciclismo           | Omnium maschile                      |
| Oro      | Barthélémy Chinenyeze Jenia Grebennikov Jean Patry Benjamin Toniutti Kévin Tillie Earvin N'Gapeth Antoine Brizard Nicolas Le Goff Trévor Clévenot Yacine Louati Théo Faure Quentin Jouffroy | Pallavolo          | Torneo maschile                      |
| Oro      | Althéa Laurin | Taekwondo          | +67 kg femminile                     |
| Argento  | Luka Mkheidze | Judo               | 60 kg maschile                       |
| Argento  | Auriane Mallo-Breton | Scherma            | Spada individuale femminile          |
| Argento  | Yannick Borel | Scherma            | Spada individuale maschile           |
| Argento  | Karim Laghouag Stéphane Landois Nicolas Touzaint | Equitazione        | Concorso completo a squadre          |
| Argento  | Victor Koretzky | Ciclismo           | Cross country maschile               |
| Argento  | Baptiste Addis Thomas Chirault Jean-Charles Valladont | Tiro con l'arco    | Squadre maschile                     |
| Argento  | Joan-Benjamin Gaba | Judo               | 73 kg maschile                       |
| Argento  | Sara Balzer | Scherma            | Sciabola individuale femminile       |
| Argento  | Marie-Florence Candassamy Alexandra Louis-Marie Auriane Mallo-Breton Coraline Vitalis | Scherma            | Spada a squadre femminile            |
| Argento  | Anastasiya Kirpichnikova | Nuoto              | 1500 m stile libero femminili        |
| Argento  | Titouan Castryck | Canoa/kayak        | Slalom K1 maschile                   |
| Argento  | Sylvain André | Ciclismo           | BMX maschile                         |
| Argento  | Camille Jedrzejewski | Tiro               | Pistola 25 m femminile               |
| Argento  | Valentin Madouas | Ciclismo           | Corsa in linea maschile              |
| Argento  | Angèle Hug | Canoa/kayak        | Slalom K Cross femminile             |
| Argento  | Lucas Dussoulier Timothé Vergiat Jules Rambaut Franck Seguela | Pallacanestro      | Torneo 3x3 maschile                  |
| Argento  | Sofiane Oumiha | Pugilato           | 63,5 kg maschile                     |
| Argento  | Lauriane Nolot | Vela               | Formula Kite femminile               |
| Argento  | Billal Bennama | Pugilato           | 51 kg uomini                         |
| Argento  | Maghnes Akliouche Loïc Badé Rayan Cherki Joris Chotard Andy Diouf Désiré Doué Arnaud Kalimuendo Manu Koné Alexandre Lacazette Johann Lepenant Bradley Locko Castello Lukeba Soungoutou Magassa Jean-Philippe Mateta Chrislain Matsima Enzo Millot Obed Nkambadio Michael Olise Guillaume Restes Kiliann Sildillia Adrien Truffert | Calcio             | Torneo maschile                      |
| Argento  | Laura Glauser Méline Nocandy Alicia Toublanc Chloé Valentini Coralie Lassource Grâce Zaadi Laura Flippes Cléopatre Darleux Orlane Kanor Tamara Horacek Pauletta Foppa Estelle Nze Minko Oriane Ondono Lucie Granier Sarah Bouktit Léna Grandveau Hatadou Sako                                                                     | Pallamano          | Torneo femminile                     |
| Argento  | Cyréna Samba-Mayela | Atletica leggera   | 100 metri ostacoli                   |
| Argento  | Danis Civil | Break dance        | Breaking B-Boys                      |
| Argento  | Frank Ntilikina Nicolas Batum Andrew Albicy Guerschon Yabusele Isaïa Cordinier Evan Fournier Nando de Colo Mathias Lessort Rudy Gobert Victor Wembanyama Matthew Strazel Bilal Coulibaly | Pallacanestro      | Torneo maschile                      |
| Argento  | Élodie Clouvel | Pentathlon moderno | Gara femminile                       |
| Argento  | Valériane Ayayi Marième Badiane Romane Bernies Alexia Chery Marine Fauthoux Marine Johannès Leïla Lacan Dominique Malonga Sarah Michel Iliana Rupert Janelle Salaün Gabby Williams | Pallacanestro      | Torneo femminile                     |
| Bronzo   | Shirine Boukli | Judo               | 48 kg femminile                      |
| Bronzo   | Amandine Buchard | Judo               | 52 kg femminile                      |
| Bronzo   | Sarah-Léonie Cysique | Judo               | 57 kg femminile                      |
| Bronzo   | Clarisse Agbegnenou | Judo               | 63 kg femminile                      |
| Bronzo   | Léo Bergère | Triathlon          | Gara maschile                        |
| Bronzo   | Anthony Jeanjean | Ciclismo           | BMX freestyle maschile               |
| Bronzo   | Maxime-Gaël Ngayap Hambou | Judo               | 90 kg maschile                       |
| Bronzo   | Sébastien Patrice Maxime Pianfetti Boladé Apithy Jean-Philippe Patrice | Scherma            | Sciabola a squadre maschile          |
| Bronzo   | Sarah Steyaert Charline Picon | Vela               | 49er FX                              |
| Bronzo   | Simon Delestre Olivier Perreau Julien Epaillard | Equitazione        | Salto ostacoli a squadre             |
| Bronzo   | Romane Dicko | Judo               | +78 kg femminile                     |
| Bronzo   | Florent Manaudou | Nuoto              | 50 m stile libero maschili           |
| Bronzo   | Romain Mahieu | Ciclismo           | BMX maschile                         |
| Bronzo   | Lisa Barbelin | Tiro con l'arco    | Individuale femminile                |
| Bronzo   | Christophe Laporte | Ciclismo           | Corsa in linea maschile              |
| Bronzo   | Félix Lebrun | Tennistavolo       | Singolare maschile                   |
| Bronzo   | Maximilien Chastanet Maxime Pauty Enzo Lefort Julien Mertine | Scherma            | Fioretto a squadre maschile          |
| Bronzo   | Yohann Ndoye-Brouard Léon Marchand Maxime Grousset Florent Manaudou Clément Secchi* Rafael Fente-Damers* | Nuoto              | Staffetta 4x100 metri misti maschile |
| Bronzo   | Johanne Defay | Surf               | Shortboard femminile                 |
| Bronzo   | Cyrian Ravet | Taekwondo          | 58 kg maschile                       |
| Bronzo   | Djamili-Dini Aboudou Moindze | Pugilato           | +92 kg maschile                      |
| Bronzo   | Simon Gauzy Alexis Lebrun Félix Lebrun | Tennistavolo       | Squadra maschile                     |

### Statistiche

#### Medaglie per genere
| Sesso      | Oro | Argento | Bronzo | Totale |
| ---------- | --- | ------- | ------ | ------ |
| Uomini     | 11  | 14      | 13     | 38     |
| Donne      | 4   | 11      | 8      | 23     |
| Gare miste | 1   | 1       | 1      | 3      |

## Delegazione
| Sport                | Uomini | Donne | Totale |
| -------------------- | ------ | ----- | ------ |
| Arrampicata sportiva | 3      | 4     | 7      |
| Atletica leggera     | 49     | 41    | 90     |
| Badminton            | 5      | 4     | 9      |
| Beach volley         | 4      | 4     | 8      |
| Break dance          | 2      | 2     | 4      |
| Calcio               | 18     | 18    | 36     |
| Canoa/kayak          | 6      | 7     | 13     |
| Canottaggio          | 8      | 4     | 12     |
| Ciclismo             | 17     | 14    | 31     |
| Equitazione          | 8      | 1     | 9      |
| Ginnastica           | 2      | 12    | 14     |
| Golf                 | 2      | 2     | 4      |
| Hockey su prato      | 16     | 16    | 32     |
| Judo                 | 7      | 7     | 14     |
| Lotta                | 1      | 2     | 3      |
| Nuoto                | 18     | 15    | 33     |
| Nuoto artistico      | 0      | 8     | 8      |
| Pallacanestro        | 16     | 16    | 32     |
| Pallamano            | 14     | 14    | 28     |
| Pallanuoto           | 13     | 13    | 26     |
| Pallavolo            | 16     | 16    | 32     |
| Pentathlon moderno   | 2      | 2     | 4      |
| Pugilato             | 4      | 4     | 8      |
| Rugby a 7            | 12     | 12    | 24     |
| Scherma              | 9      | 9     | 18     |
| Skateboard           | 4      | 3     | 7      |
| Sollevamento pesi    | 2      | 2     | 4      |
| Surf                 | 2      | 2     | 4      |
| Taekwondo            | 2      | 2     | 4      |
| Tennis               | 6      | 4     | 10     |
| Tennistavolo         | 3      | 3     | 6      |
| Tiro con l'arco      | 3      | 3     | 6      |
| Tiro                 | 7      | 8     | 15     |
| Triathlon            | 3      | 3     | 6      |
| Tuffi                | 5      | 4     | 9      |
| Vela                 | 7      | 7     | 14     |
| Totale               | 291    | 282   | 573    |

Fonte: